# Universidad Griffith
La Universidad Griffith (en inglés: Griffith University) es una universidad pública del estado de Queensland (Australia), fundada en 1975.
Cuenta con cinco campus, ubicados en las ciudades de Gold Coast (Australia), Logan y Brisbane (campus Mt Gravatt, Nathan y South Bank).

## Facultades
La Universidad está dividida en las siguientes cuatro áreas académicas:

### Artes, Educación y Leyes
- Facultad de Criminología y Justicia Penal
- Escuela de Educación y Estudios Profesionales
- Facultad de Humanidades, Idiomas y Ciencias Sociales
- Facultad de Derecho Griffith
- Facultad de Arte de Queensland
- Escuela de Cine Griffith
- Conservatorio de Queensland

### Facultad de Negocios
- Departamento de Contabilidad, Finanzas y Economía
- Departamento de Relaciones Laborales y Recursos Humanos
- Departamento de Estrategia Empresarial e Innovación
- Departamento de Marketing
- Departamento de Turismo, Deporte y Gestión Hotelera
- Escuela de Gobierno y Relaciones Internacionales

### Salud
- Facultad de Psicología Aplicada
- Facultad de Ciencias de la Salud y Trabajo Social
- Facultad de Medicina y Odontología
- Escuela de Enfermería y Obstetricia
- Facultad de Farmacia y Ciencias Médicas

### Ciencias
- Escuela de Ingeniería y Medio Ambiente Construido
- Escuela de Medio Ambiente y Ciencias
- Escuela de Tecnologías de la Información y las Comunicaciones